# Wim Verbrugghe
Wim Verbrugghe (1972) is een Belgische diskjockey die optreedt onder naam DJ Grazzhoppa.

## Muzikale carrière
Verbrugghe werd in 1991 DMC European Champion en in 1998 werd hij derde op het wereldkampioenschap van de International Turntablist Federation.
Zijn eerste bekende band was Rhyme Cut Core, waarin hij speelde met TLP (Paul Lannoy). Nadien richtte hij onder meer een dj-bigband op (DJ Grazzhoppa's DJ Big Band).
Met Aka Moon gaf hij een aantal optredens waarin jazz en elektronische muziek wordt gemengd. Hij werkte ook met Anne Teresa De Keersmaeker, Marc Ribot, David Shea, Greedy Fingers, Disco Duck, Blade en De Puta Madre. Via zijn werk met Zap Mama leerde hij zijn Amerikaanse vrouw Monique Harcum kennen, met wie hij samen het duo Mo & Grazz vormt, dat twee albums uitbracht.